# 龍岡駅 (南浦特別市)
龍岡駅（リョンガンえき）とは、朝鮮民主主義人民共和国南浦特別市龍岡郡にある平南線の駅。真池洞駅の副駅名がある。

## 乗り入れ路線
- 平南線
- 龍岡線